# بایگان ایالات متحده آمریکا

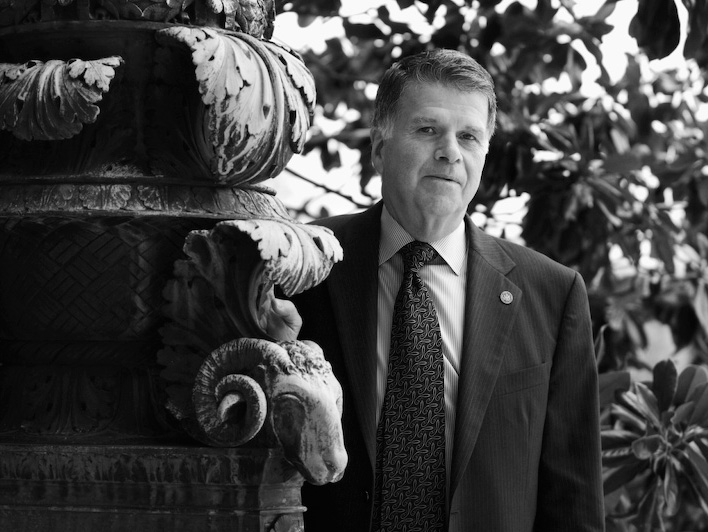
دیوید فریرو، دهمین بایگان ایالات متحده

بایگان ایالات متحده (انگلیسی: Archivist of the United States)، عنوان رسمی رئیس نظارت بر عملکرد دفتر ملی بایگانی و مدارک آمریکا است. نخستین شخص در این سمت، آر.دی.دبلیو. کانر، در سال ۱۹۳۴ میلادی، هنگامی که آرشیو ملی به عنوان یک دفتر مستقل فدرالی توسط کنگره آمریکا تأسیس شد، آغاز به کار کرد.
بایگان‌ها از سال ۱۹۴۹ میلادی ۱ آوریل، ۱۹۸۵ میلادی که دفتر ملی بایگانی و مدارک آمریکا، یک آژانس مستقل شد به رسماً به عنوان وابسته‌های اداره خدمات عمومی تعیین شده، فعالیت می‌کرد. این جایگاه هم‌اینک به دیوید فریرو تعلق دارد که در سال ۲۰۰۹ میلادی به این سازمان، دعوت شد.
بایگان از سوی رئیس‌جمهور ایالات متحده آمریکا منصوب و مسئولیت حفاظت و به طور دائم در دسترس بودن تمام اسناد ارزشمند دولت فدرال، از جمله اعلامیه استقلال ایالات متحده آمریکا، قانون اساسی ایالات متحده آمریکا و منشور حقوق ایالات متحده آمریکا، که در ساختمان اصلی آرشیو در واشینگتن، دی.سی. نگهداری و نمایش داده می‌شود را بر عهده دارد

## آرشیویست‌های ایالات متحده آمریکا
در زیر، فهرست بایگانان ایالات متحده می‌باشد
| ردیف | تصویر | بایگان                  | آغاز دوره انتصاب | پایان دوره انتصاب | رئیس‌جمهور                                               |
| ---- | ----- | ----------------------- | ---------------- | ----------------- | ------------------------------------------------------- |
| ۱    |       | رابرت دیگس ویمبرلی کانر | ۱۰ اکتبر ۱۹۳۴    | ۱۵ سپتامبر ۱۹۴۱   | فرانکلین دلانو روزولت                                   |
| ۲    |       | Solon J. Buck           | ۱۸ سپتامبر ۱۹۴۱  | ۳۱ مه ۱۹۴۸        | فرانکلین دلانو روزولت هری ترومن                         |
| ۳    |       | Wayne C. Grover         | ۲ ژوئن ۱۹۴۸      | ۶ نوامبر ۱۹۶۵     | هری ترومن دوایت آیزنهاور جان اف. کندی لیندون بی. جانسون |
| ۴    |       | Robert H. Bahmer*       | ۷ نوامبر ۱۹۶۵    | ۹ مارس ۱۹۶۸       | لیندون بی. جانسون                                       |
| ۵    |       | James B. Rhoads**       | ۱۰ مارس ۱۹۶۸     | ۱۹۷۹              | لیندون بی. جانسون ریچارد نیکسون جرالد فورد جیمی کارتر   |
| -    |       | James E. O'Neill        | ۱۹۷۹             | ژوئیه ۱۹۸۰        | جیمی کارتر                                              |
| ۶    |       | Robert M. Warner        | ژوئیه ۱۹۸۰       | ۱۵ آوریل ۱۹۸۵     | جیمی کارتر رونالد ریگان                                 |
| -    |       | Frank G. Burke          | ۱۶ آوریل ۱۹۸۵    | ۴ دسامبر ۱۹۸۷     | رونالد ریگان                                            |
| ۷    |       | Don W. Wilson           | ۴ دسامبر ۱۹۸۷    | ۲۴ مارس ۱۹۹۳      | رونالد ریگان جرج هربرت واکر بوش بیل کلینتون             |
| -    |       | Trudy Huskamp Peterson  | ۲۵ مارس ۱۹۹۳     | ۲۹ مه ۱۹۹۵        | بیل کلینتون                                             |
| ۸    |       | John W. Carlin          | ۳۰ مه ۱۹۹۵       | ۱۵ فوریه ۲۰۰۵     | بیل کلینتون جرج دبلیو بوش                               |
| ۹    |       | آلن وینستین             | ۱۶ فوریه ۲۰۰۵    | ۱۹ دسامبر ۲۰۰۸    | جرج دبلیو بوش                                           |
| -    |       | آدرینه توماس            | ۱۹ دسامبر ۲۰۰۸   | ۵ نوامبر ۲۰۰۹     | جرج دبلیو بوش باراک اوباما                              |
| ۱۰   |       | دیوید فریرو             | ۶ نوامبر ۲۰۰۹    | --                | باراک اوباما                                            |

*Served first as Acting Archivist of the United States from Nov. 7, 1965, until his appointment as Archivist of the United States on January 16, 1966.
**Served first as Acting Archivist of the United States from March 10, 1968, until his appointment as Archivist of the United States on May 2, 1968.